# ريكاردو باسي
ريكاردو باسي (بالإيطالية: Riccardo Pasi)‏ هو لاعب كرة قدم إيطالي في مركز الوسط، ولد في 27 أغسطس 1990 في بولونيا في إيطاليا. لعب مع نادي بارما ونادي بولونيا ونادي كريمونيسي ونادي كياسو ونادي مودينا.